# Gerhard Rudolf Barsch
Gerhard Rudolf Barsch (* 23. August 1913 in Berlin; † 1993) war ein deutscher Verleger.

## Leben
Vor 1933 war Barsch im Verlag von August Scherl in Berlin beschäftigt. Er wurde 1936 Eigentümer des in Trier von dem Rechtsanwalt Thristian Stock und seiner Ehefrau Johanna, geb. Besselich arisierten Zeitungsverlags und der Verlagsbuchhandlung N. Besselich.

### Zeitschriften
Unter der Regie der britischen Information Control Unit gaben die Redakteure Rudolf Augstein (Referat Deutschland), Hans Joachim Toll und Roman Stempka ab dem 16. November 1946 ein politisches Magazin in Hannover namens Diese Woche heraus. Die Redakteure übten Kritik an der Besatzungspolitik des Alliierten Kontrollrates. Um sich aus der Position der wirtschaftlichen Kontrollinstanz zu manövrieren, beabsichtigte die Information Control Unit, die Lizenz an Deutsche weiter zu reichen. Roman Stempka vermittelte Barsch seinen Bekannten aus dem Scherlverlag als Verlagskaufmann für dieses Projekt. Mit ihm wurden Barsch, Stempka und Augstein  1946 Lizenznehmer. Augstein gab die Zeitschrift ab dem 4. Januar 1947 als Chefredakteur unter dem Titel Der Spiegel heraus. 1950 schied Barsch als Mitgesellschafter aus, Stempka 1952.
Von 1946 bis August 1950 war Barsch Lizenznehmer des Spiegel in Hannover. Im August 1950 veräußerte er sein Drittel der Anteile der Spiegel-Verlag für etwa 60.000 Deutsche Mark an John Jahr senior. 
Von 1951 bis 1973 veröffentlichte Barsch in seinem Fachverlag in Hannover-Mitte Riechstoffe, Aromen und Körperpflegemittel, eine Fachzeitschrift für die Ätherische Öl-, Riechstoff-, Parfümerie-, Kosmetik-, Aromen-, Essenzen-, Waschmittel- und Seifenindustrie.

## Verbandsarbeit
Barsch war zeitweise Vorsitzender des Niedersächsischen Zeitschriftenverleger-Vereins, Vorstandsmitglied des Verbands Deutscher Zeitschriftenverleger und Mitglied im Vorstand des Zentralverbands der Deutschen Werbewirtschaft.